# 伊藤菜々子
伊藤 菜々子（いとう ななこ、1998年2月15日 - ）は、日本のシンガーソングライターである。 MUTOWN ENTERTAINMENT 所属。

## 来歴・人物
愛称 : セブン
静岡県浜松市にて、高校に通いながらアマチュアロックバンドのボーカルとして活動。
2014年 伊藤菜々子(当時15歳)のライブを見たプロダクションプロデューサーの目にとまり、所属アーティスト契約をする。
同事務所には、元Whiteberry 前田有嬉・元H2O 中沢けんじ・CRaNE等が所属している。
2015年1月28日 16歳の時にデビューシングル『STRAIGHT FLUSH』をリリース。デビューライブ(クリエイト浜松ホール)開催
2015年3月より・株式会社テレビ東京ミュージック・株式会社セントラルミュージック（文化放送）・株式会社ユーズミュージック（有線放送）・ミュータウンレコード・4社共同プロモーションに移行
2015年 有線放送/USEN 週間インディーズランキング全国第9位となる（2015.03）
2015年 プロダクションの意向で、学生期間はレッスンと制作を中心に活動することになる。
2018年 4月 学生卒業を期に、本格的な活動を開始。
2018年 5月 BSテレ東　毎週土曜日夜10時放送『卓球ジャパン』番組テーマソングに『Take a Chance』が決定
2019年 4月 BSテレ東　毎週土曜日夜10時放送『卓球ジャパン』番組テーマソングに『夢までの道しるべ』が決定
2019年 7月17日　2ndシングル『Take a Chance / 夢までの道しるべ』リリース。
この作品は、『卓球ジャパン』番組テーマソングの『Take a Chance』『夢までの道しるべ』両A面として発表される。
また、この作品のCDの帯には、番組MCの武井壮のコメントが記載されている。
2019年12月『ボーカルチャレンジステージ』(審査員 : ソニーミュージック・エイベックス等)においてグランプリ受賞
2020年1月 FM Haro!(浜松エフエム放送)『ジュビロ磐田:山田大記のオフ・ザ・ピッチトーク』アシスタントとして放送開始
2020年4月 FM Haro!(浜松エフエム放送)『PLUS Your Day』火曜日パーソナリティー担当として放送開始(3時間30分公開生放送)
2020年9月 BS日テレ『イマウタ』出演　※ テレビ初登場
2020年10月 FM Haro!(浜松エフエム放送)『&U』火・木曜日担当ナビゲーターとして放送開始(4時間公開生放送)
2021年7月 YAMAHA(浜松)1FでYAMAHA Acoustic Guitar(6タイプ使用)弾き語りライブの依頼を受け開催
2022年11月 配信限定 土曜まで頑張る リリース
2023年10月 3rd Single つまみならいくらでもあるでしょ

## ディスコグラフィ

### シングル
- STRAIGHT FLUSH （2015年 1月28日）
  1. STRAIGHT FLUSH
作詞：野崎馨・伊藤菜々子、作曲・編曲：田中昇吾
  2. As you like
作詞：sanae、作曲・編曲：田中昇吾
  3. 焦る間も無く
作詞：sanae、作曲・編曲：田中昇吾
  4. see you again
作詞：sanae・伊藤菜々子、作曲：伊藤菜々子、編曲：田中昇吾

- Take a Chance （2019年 7月11日）
  1. Take a Chance
作詞作曲：伊藤菜々子、編曲：田中昇吾
  2. 夢までの道しるべ
作詞作曲：伊藤菜々子、編曲：田中昇吾

- つまみならいくらでもあるでしょ （2023年10月11日）
  1. つまみならいくらでもあるでしょ
作詞：伊藤菜々子、作曲 : 伊藤菜々子、編曲：田中昇吾
  2. 天気雨の意味
作詞：伊藤菜々子、作曲 : 伊藤菜々子、編曲：田中昇吾
  3. もったいない
作詞：sanae、作曲 : 伊藤菜々子、編曲：田中昇吾
  4. 土曜まで頑張る
作詞：伊藤菜々子、作曲：伊藤菜々子、編曲：田中昇吾